# Dasyurus geoffroii
Dasyurus geoffroii är en pungdjursart som beskrevs av John Gould 1841. Dasyurus geoffroii ingår i släktet pungmårdar och familjen rovpungdjur. Inga underarter finns listade.

## Utseende
Arten når en kroppslängd (huvud och bål) av 26 till 40 cm, en svanslängd av 21 till 35 cm och en vikt av 0,6 till 2,1 kg. Den har huvudsakligen brun päls med flera vita fläckar. Vid slutet av djurets bruna yviga svans är flera svarta hår inblandade. Ibland förekommer ljusare fläckar på svansen. Huvudet kännetecknas av en spetsig nos, stora ögon och avrundade öron som är täckta av korta vita hår.

## Utbredning och ekologi
Pungdjuret hade ursprungligen ett stort utbredningsområde i Australien men förekommer numera endast i kontinentens sydvästra hörn. Arten kan leva i olika habitat som skogar, buskland och öken. Individerna är främst aktiva på natten och lever utanför parningstiden ensam. Födan utgörs främst av ryggradslösa djur.
Dasyurus geoffroii kan under parningstiden och under regniga dagar vara dagaktiv. Boet som fodras med gräs och löv är en hålighet i ett träd som ligger på marken, en bergsspricka, en ihålig tom termitstack eller ett näste som skapades av ett annat djur. Hannarnas revir är cirka 400 hektar stort och honor har vanligen ett 100 hektar stort territorium. Allmänt har en individ flera bon i reviret. Individerna går främst på marken men de kan klättra i växtligheten. Förutom ryggradslösa djur äts grodor, ödlor, småfåglar, mindre däggdjur och frukter.
Fortplantningstiden sträcker sig från maj till september och de flesta ungar föds i juni eller juli. Dräktigheten varar bara 17 eller 18 dagar och sedan föds 2 till 6 ungar. De är underutvecklade och kravlar fram till en spene i moderns pung (marsupium). Efter 8 till 9 veckor syns de för första gången utanför pungen och efter cirka 16 veckor är pälsen full utvecklad. Ungarna diar sin mor upp till 24 veckor och de blir efter ungefär ett år könsmogna. Dasyurus geoffroii lever vanligen tre år i naturen. Några exemplar i fångenskap blev fem år gamla.

## Status
Arten hotas främst av habitatförstöring. Flera individer dog i samband med bränder. Dasyurus geoffroii konkurrerar med de introducerade tamkatter och rödrävar om samma föda. IUCN kategoriserar arten globalt som nära hotad.

## Bildgalleri

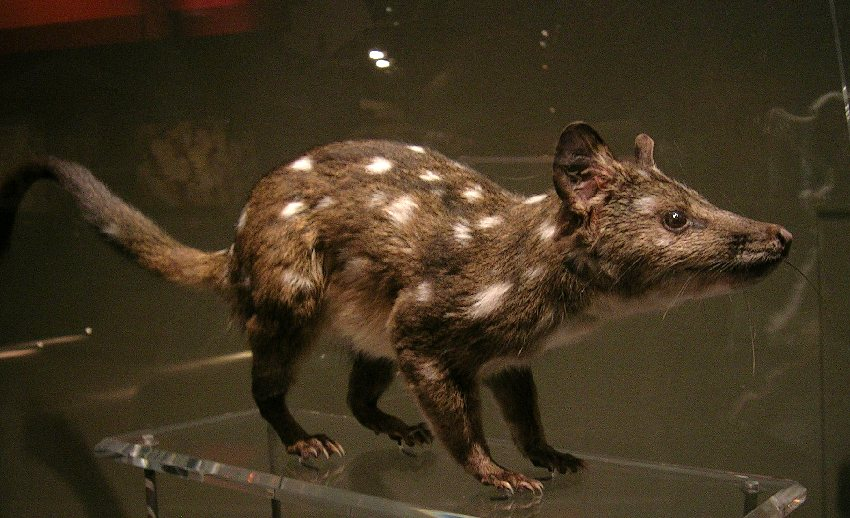
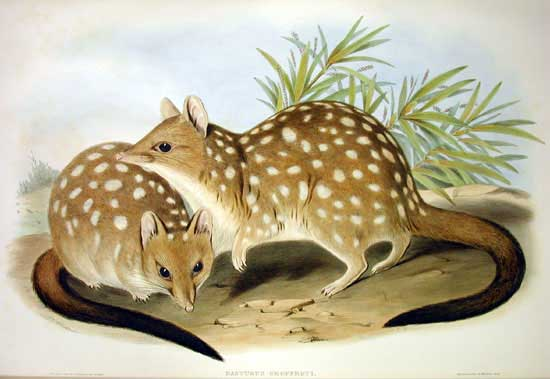